# Luigi Pierobon
Luigi Pierobon (Ca' Onorai, 12 aprile 1922 – Chiesanuova, 17 agosto 1944) è stato un partigiano e antifascista italiano, studente cattolico, medaglia d'oro al valor militare.

## Biografia
Nato da Giuseppe e Maria Simioni, l'8 settembre 1943 è militare nel Deposito del 73º Reggimento fanteria, ritorna a casa e si impegna sulle prealpi vicentine dal 1944.
Partecipa alla Resistenza vicentina all'interno della divisione "Ateo Garemi", di orientamento eminentemente comunista al comando di una delle formazioni più importanti della Resistenza vicentina il battaglione "Stefano Stella".
Fra le tante azioni di guerra portate a compimento è sicuramente da ricordare l'attacco al ministero della marina che aveva sede a Montecchio Maggiore, portata a compimento con Alfredo Rigodanzo.
Viene tradito mentre si trova a Padova per mettere a punto un attacco a Lerino frazione di Torri di Quartesolo, catturato e torturato inutilmente per estorcergli informazioni viene condannato a morte e fucilato assieme ad altri partigiani fatti prigionieri.
Scriveva allo zio prete:

## Onorificenze

### Riconoscimenti
A Padova gli è stata intitolata la caserma delle Trasmissioni in via Chiesanuova e la omonima via dalla chiesa di San Carlo B. fin quasi a via del Plebiscito. 
A Cittadella, in provincia di Padova, gli è stata intitolata la scuola secondaria di 1º grado "L.Pierobon" e la piazza principale di fronte al duomo.